# 同好會 (專輯)
《同好會》（ファンクラブ、FANCLUB）是日本搖滾樂團ASIAN KUNG-FU GENERATION的第3張專輯。2006年3月15日由Ki/oon Records發行。初回限定版有封套+貼紙封入。大碟的名稱來自「希望能做一個喜歡各種音樂的樂迷」這個願望。另外，也因為整體上的歌曲偏向陰沉，所以改了一個較為開朗的名字。亦因為前述的理由，ASIAN KUNG-FU GENERATION並沒用官方同好會（fans club）。

## 概要
與前作「Sol-fa」有別，歌曲製作和錄音等都在兩個月之內進行。大碟與前作有所對比，以「沒有聯繫」，「終焉」，「喪失」為主題。在電台節目「School of Lock!」（アジアン Lock!）首次公開標題時，刻意讀成「FUNK LOVE」，所以現在部份樂迷也這樣叫這張大碟。

## CD收錄曲目
1. 暗号のワルツ（暗號的華爾滋）
  - 作詞：後藤正文、作曲：後藤正文
  - 歌曲的開端是3拍，在開始途中只有鼓的部份變成4拍，進入副歌之後全部變成了4拍。
  - 曲名「華爾滋」相信是因為有3拍的那部份所聯想出來的。
  - 後藤在製作的初期開始已經想把歌曲的次序編為第1首，但因為節奏太難被理解，所以在團員之中出現了意見分歧。
  - 亦因為該曲的拍子，在製作時也有出現過連團員也難理解的場面。
  - BPM超過200，在這張專輯之中最快。
2. ワールドアパート(World Apart)
  - 作詞：後藤正文、作曲：後藤正文
3. ブラックアウト(Blackout)
  - 作詞：後藤正文、作曲：後藤正文
  - Au (行動電話) MUSIC 05 SUMMER 廣告曲
  - 與收錄於NANO-MUGEN COMPILATION的版本有別。(搭配Acoustic Guitar)
4. 櫻草
  - 作詞：後藤正文、作曲：後藤正文
  - 這個名稱有「櫻花草」花語之意。
5. 路地裏のうさぎ（巷子裡的兔子）
  - 作詞：後藤正文、作曲：後藤正文
  - 現在的作品量不多，將會以簡潔明快的樂曲開展走向。
6. ブルートレイン(Blue Train)
  - 作詞：後藤正文、作曲：後藤正文・喜多建介
  - 是打鼓部份非常難的一首樂曲。
7. 真冬のダンス（隆冬之舞）
  - 作詞：後藤正文、作曲：後藤正文
8. バタフライ（蝴蝶）
  - 作詞：後藤正文、作曲：後藤正文
  - 後藤說這首歌原本的歌名是「蛾」。
  - 不過曾經有一次將這首歌重頭作起。
9. センスレス（Senseless）
  - 作詞：後藤正文、作曲：後藤正文
  - 前奏部份在專輯發行的很久以前就已經完成，所以在專輯發行之前已在Live等場合演唱過，之後主要在Live開場的時候演唱。
  - 也是在此張大碟內後藤最喜歡的一首樂曲。
10. 月光
  - 作詞：後藤正文、作曲：後藤正文
  - 前奏的鋼琴是由伊地知彈的
11. タイトロープ（Tight Rope）
  - 作詞：後藤正文、作曲：後藤正文
  - 時常於Live的結尾演唱的曲子。

## 外部連結
- （日語） FANCLUB（Oricon官方網頁） （页面存档备份，存于）
- （日語） FANCLUB（Sony Music） （页面存档备份，存于）
- （日語） FANCLUB（Yahoo Music）